# Jacques Legros
Pour les articles homonymes, voir Legros.
Jacques Legros , né le 17 janvier 1951 à Lapugnoy dans le Pas-de-Calais,, est un journaliste et présentateur audiovisuel français, ainsi que producteur. Après avoir exercé sur LCI, il est, dans le même groupe, joker à la présentation du Journal de 13 heures de TF1 en semaine, du 19 juillet 1999 au 9 mai 2025. Il a également présenté des magazines tels que Plein les yeux et Les 30 histoires... sur la même chaîne ainsi que Suspect n°1 sur TMC. À la radio, il a notamment travaillé pour France Inter, France Info et RTL.

## Biographie

### Famille
Son père était directeur d'école à Fouquereuil, commune proche de Lapugnoy, dans le Pas-de-Calais, où sa mère exerçait la profession de secrétaire de mairie.

### Études et débuts professionnels
Lycéen, Jacques Legros envoie son tout premier article, à propos d'un voyage de classe,  à l'agence locale de La Voix du Nord de Béthune, qui accepte de le publier. 
Après avoir obtenu son baccalauréat, il s'installe à Paris. Il reçoit le coup de pouce d'un petit-cousin par alliance qui l'embauche en tant que journaliste dans le journal La Tribune des Nations.
Il rencontre ensuite, coup sur coup, deux grands journalistes d'Europe 1, François Chalais et Jacques Paoli qui lui apprennent le monde de la radio. Ce dernier lui conseille alors de s'inscrire à la Sorbonne pour étudier le droit, ce qu'il fait. Il travaille également au journal Détective (devenu Le Nouveau Détective). Jacques Legros fait ensuite une rencontre déterminante en la personne du général Pierre Marie Gallois et, à l'issue de cette rencontre, devient ingénieur civil pendant quatre ans. Mais le monde de la télévision et de la radio lui manque et, ce faisant, il abandonne tout à 30 ans, pour se consacrer au journalisme et sort diplômé de l'École supérieure de journalisme de Paris en 1981,.

### Carrière audiovisuelle

#### Les radios France Info et RTL (1987-1994)
Jacques Legros devient animateur puis journaliste pour Radio France Vaucluse, ensuite pour France Inter où il travaille avec Jérôme Bellay, ce dernier lui propose en 1987, de participer au lancement de France Info. Il rejoint par la suite RTL pour présenter les journaux du matin et Le journal inattendu, avant de s'attaquer aux journaux de LCI.

#### Groupe TF1 (1994-2025)
Après trois ans passés au sein de la chaîne d'information en continu, où il est devenu directeur adjoint de la rédaction, il choisit de démissionner pour produire les émissions Les moments de vérité sur M6, Pourquoi comment présenté par Carole Gaessler sur France 3, l'émission people Exclusif et Plein les yeux qu'il présente sur TF1 avec Carole Rousseau de 1997 à 2003.
Le 19 juillet 1999, il présente son premier Journal de 13 Heures sur TF1, en tant que joker de Jean-Pierre Pernaut, puis il devient son remplaçant quand celui-ci est en congés ou en arrêt maladie.
De 2006 à 2012, il présente en prime time sur TF1 Les 30 histoires les plus mystérieuses puis Les 30 histoires les plus extraordinaires avec Carole Rousseau.
Le 8 août 2009, il présente toujours en prime-time et en duo avec Sébastien Cauet 50 images étonnantes, vrai ou faux ? sur TF1.
En février 2010, il présente un nouveau magazine sur les tendances de consommation sur TMC (filiale du Groupe TF1) appelé Code-Barres et diffusé en première partie de soirée. Il n'a eu droit qu'à un seul numéro. De 8 juin 2011 au 11 janvier 2014, il présente le magazine Suspect no 1 sur la même chaîne.
À partir d'octobre 2018 et pour quelques semaines, il assure la présentation du JT de 13 Heures de TF1, en remplacement de Jean Pierre Pernaut, opéré pour un cancer de la prostate.
À partir du 17 mars 2020, pendant la période de confinement national en raison de la pandémie de maladie à coronavirus, il prend les commandes du JT de 13 heures de TF1 dont une partie, le 13 Heures à la maison est assurée par Jean-Pierre Pernaut depuis son domicile.
Du 19 avril au 3 mai 2021, il remplace Marie-Sophie Lacarrau positive au COVID.
À partir du 3 janvier 2022 jusqu'en avril 2022, il assure la présentation du JT de 13 heures de TF1 la semaine pour pallier l'absence de Marie-Sophie Lacarrau qui est dans l’incapacité de présenter le journal en raison d'un problème ophtalmique. Julien Arnaud l'a remplacé du 21 au 28 février 2022 et de début avril au 16 mai 2022 ,,.
En 2024 il participe comme candidat à la sixième saison de l'émission Mask Singer sur TF1, sous le costume du hamster.
Le 26 mars 2025, il annonce son départ du 13 heures après presque 26 ans d'antenne en tant que joker. Il présente son dernier journal le 9 mai 2025 et sera remplacé par Isabelle Ithurburu.

#### Les chaînes locales (2013-2017)
Du 8 septembre 2013 jusqu'en 2017, il présente l'émission Terres de France consacrée à la découverte des régions Françaises et à l'art de vivre, diffusée sur une vingtaine de télévisions locales tous les dimanche soir, ainsi que sur les chaines nationales thématiques Demain TV, et Campagnes TV.

## Synthèse de ses activités médiatiques

### Radio
- Années 1980 et 1990 : présentation les journaux du matin et Le Journal inattendu sur RTL.

### Télévision
- 1994-1997 : Journaux sur LCI
- 1997-2003 : Plein les yeux sur TF1 : coprésentation avec Carole Rousseau
- 1999-2025 : Joker du Journal de 13 heures de TF1
- 2006 : Les 30 histoires les plus mystérieuses sur TF1 : coprésentation avec Carole Rousseau
- 2007-2012 : Les 30 histoires les plus spectaculaires sur TF1 : coprésentation avec Carole Rousseau
- 2009 : Artisans du changement sur Ushuaïa TV
- 2009 : 50 images étonnantes, vrai ou faux ? sur TF1 : coprésentation avec Cauet
- 2010 : Code Barres sur TMC
- 2011-2014 : Suspect no 1 sur TMC
- 2011 : Mariage princier à Monaco (d'Albert II de Monaco et Charlene Wittstock) : coprésentation avec Bernard Montiel sur TMC
- 2012 : Châteaux et passions sur Stylia
- 2013 : Entre les vignes sur Campagnes TV
- 2013-2017 : Terres de France sur Demain TV
- 2017 : Confidence pour confidence sur MB TV Live

### Internet
Depuis octobre 2012, Jacques Legros possède son site consacré à la thématique de la vigne et du vin, « terreetvigne.com » avec sa place de marché « avenuedesvins.fr ».

## Publications
- 1975 : La Scandinavie aujourd'hui (édition : Fayard)[22]
- 1976 : Sentiers et randonnées d'Alsace (édition : Fayard)[23]
- 2010 : Le vin vu par Jacques Legros (édition : Hugo Image)[24]
- 2022 : Derrière l'écran : 40 ans au cœur des médias (Éditions du Rocher).